# Spółka Wodna Międzyodrze
Spółka Wodna "Międzyodrze" – spółka prawa wodnego zajmującą się działalnością ekologiczną – oczyszczaniem ścieków na terenie dzielnicy Międzyodrze-Wyspa Pucka w Szczecinie.

## Historia
Spółka Wodna "Międzyodrze" została utworzona w 1992 r. z inicjatywy Zarządu Portu Szczecin-Świnoujście oraz Urzędu Rejonowego w Szczecinie.

## Stan obecny
Spółka funkcjonuje jako ekologiczna firma typu non-profit – jej działalność nie jest nastawiona na osiąganie zysku.
Celami Spółki są:
- Uporządkowanie gospodarki ściekowej na terenie Międzyodrza w Szczecinie poprzez budowę i eksploatację oczyszczalni ścieków wraz z niezbędną infrastrukturą dla ścieków lądowych i ścieków pochodzących ze statków.
- Odprowadzanie i oczyszczanie ścieków z terenu Międzyodrza w Szczecinie.
- Odbiór ze statków ciekłych odpadów ropopochodnych, popłuczyn z mycia ładowni oraz ich oczyszczanie, unieszkodliwianie i odzysk.
- Ochrona wód przed zanieczyszczeniem.
- Ochrona środowiska poprzez gospodarowanie odpadami w rozumieniu ustawy o odpadach.
- Prowadzenie działalności profilaktycznej oraz gospodarczej w zakresie ekologii na terenie działalności Spółki.

Spółka zrzesza 70 członków – podmiotów i instytucji posiadających nieruchomości na terenie Międzyodrza. Są to m.in. Zarząd Morskich Portów Szczecin i Świnoujście, Gmina Miasto Szczecin, Zakład Przemysłu Cukierniczego Gryf S.A., PGE Zespół Elektrowni Dolna Odra SA, Izba Celna i inne.
Od początku swego istnienia Spółka Wodna "Międzyodrze" wybudowała i eksploatuje mechaniczno-biologiczną oczyszczalnię ścieków o zdolności oczyszczania 3200 m³/dobę instalację do unieszkodliwiania i odzysku uwodnionych odpadów ciekłych ze statków – odpadów ropopochodnych i ścieków z mycia ładowni. Oczyszczalnia, z przynależnym systemem magistralnej kanalizacji ściekowej o długości ponad 14 km i 36 przepompowniami ścieków, odbiera i oczyszcza ścieki komunalne z terenu portu oraz z okołoportowych rejonów Międzyodrza, na których dominującą funkcją jest działalność przemysłowa i magazynowa. Ponadto na oczyszczalni przyjmowane są ścieki dowożone wozami asenizacyjnymi z  miasta i ze statków zawijających do portu. Dostawa ścieków do instalacji do unieszkodliwiania i odzysku uwodnionych odpadów ciekłych odbywa się od strony lądu oraz od strony basenów portowych.
Od kwietnia 2002 r. Spółka Wodna "Międzyodrze" jest członkiem Krajowego Forum Spółek Wodnych – stowarzyszenia, które zrzesza przeważającą większość spółek wodnych w Polsce. Celem stowarzyszenia jest propagowanie spółek wodnych jako efektywnej formy organizacyjnej umożliwiającej gospodarowanie zasobami wodnymi tak, aby przy zaspokajaniu potrzeb ludności i gospodarki zapewnić ochronę wód i środowiska.
W 2002 roku Spółka Wodna "Międzyodrze" nagrodzona została nagrodą Ministra Środowiska – Lider Polskiej Ekologii.
Od roku 2004 w Spółce funkcjonuje system Zarządzania Jakością ISO 9001 i System Zarządzania Środowiskowego ISO 14001.